# Procedimento minimamente invasivo
Procedimento minimamente invasivo ou cirurgia minimamente invasiva (PMI ou CMI) é um tipo de intervenção cirúrgica ou exames realizados com um mínimo dano à integridade física do paciente, ao contrário das formas tradicionais de cirurgia, com grandes incisões, que deixam órgãos internos e tecidos expostos.
São técnicas cirúrgicas que limitam o tamanho das incisões necessárias, reduzindo assim o tempo de cicatrização, a dor associada e o risco de infecção. A angioplastia coronária é um exemplo de procedimento minimamente invasivo, pois envolve incisões muito menores do que o procedimento de cirurgia tradicional, chamada "cirurgia aberta", com a exposição dos vasos sanguíneos, através de grandes aberturas feitas com bisturi.

## Tecnologia utilizada no PMI
Utilizando-se técnicas de imagem, os instrumentos cirúrgicos são manipulados ou direcionados por meio de cateteres pelo cirurgião intervencionista. Uma técnica mais avançada de PMI, no campo da imagiologia médica, passou a ser utilizada no final da década de 2000. Chamada de endoscopia capsular, utiliza uma pequena cápsula, com dimensões variando entre 10 e 20 mm, aproximadamente. A cápsula é ingerida pelo paciente, e contém uma minúscula câmera que grava imagens do aparelho digestivo. A principal vantagem da endoscopia capsular é examinar áreas do intestino delgado que não podem ser vistas por outros tipos de endoscopia, como a colonoscopia ou esofagogastroduodenoscopia. Possui complexos sistemas eletrônicos para geração e transmissão das imagens, integrados em uma mesma plataforma, que podem fornecer imagens de vídeo em tempo real e sem fio a um receptor externo.
Técnicas de diagnóstico e tratamento alternativo para a cirurgia, que não envolvam a punção da pele ou incisão, também são considerados procedimentos não invasivos, como a radioterapia. Alguns exemplos de procedimentos minimamente invasivos são a artroscopia, a videotoracoscopia, a cardiologia intervencionista, a cirurgia vascular intervencionista e outros.

## História
O primeiro uso conhecido de sondas, contendo luz para observar cavidades internas no corpo humano, foi feito pelo urologista alemão Philip Bozzini em 1804, que criou um primitivo endoscópio. Em 1877, Maximilian Nitze inventou o primeiro cistoscópio conhecido, que conseguia iluminar o interior de um órgão. Em 1929, Heinz Kalk, um gastroenterologista alemão, usou a laparoscopia para diagnosticar a doença hepatobiliar. Trinta anos mais tarde foi inventado o insuflador automático, usado para realizar uma apendicectomia.